# Bruckneudorf
Bruckneudorf è un comune austriaco di 2 966 abitanti nel distretto di Neusiedl am See, in Burgenland. È stato istituito nel 1921 per scorporo dalla città di Bruck an der Leitha.